# Alexander Tsfasman
Alexander Naumovich Tsfasman (russe : Александр Наумович Цфасман ; né le 14 décembre 1906 et décédé le 20 février 1971) était un pianiste de jazz, compositeur, chef d'orchestre, arrangeur, éditeur et activiste. Il était une figure importante du jazz soviétique du milieu des années 1920 jusqu'à la fin des années 1960.

## Biographie
Alexandre Tsfasman est né le 14 décembre 1906 à Alexandrovsk (aujourd'hui Zaporizhya en Ukraine) dans l'empire Russe. Il entre dans le département pianistique du conservatoire de Nizhny Novgorod en 1918 et obtient le premier prix du concours régional du conservatoire en 1919 pour son interprétation de la Rhapsodie Hongroise No.11 de Franz Liszt. Des années 1920 à 1923, il est à la fois pianiste et percussionniste au sein de l'orchestre de ce conservatoire. En 1923, il emménage à Moscou et entre dans la classe de piano de Felix Blumenfeld au Conservatoire de Moscou, dont il sortit diplômé en 1930. Enrichi de son parcours classique, Il commence à s'intéresser à la composition dans un style très influencé par le jazz lors de ces années, et devient alors un des rares musiciens à intégrer le milieu du jazz avec une formation académique.

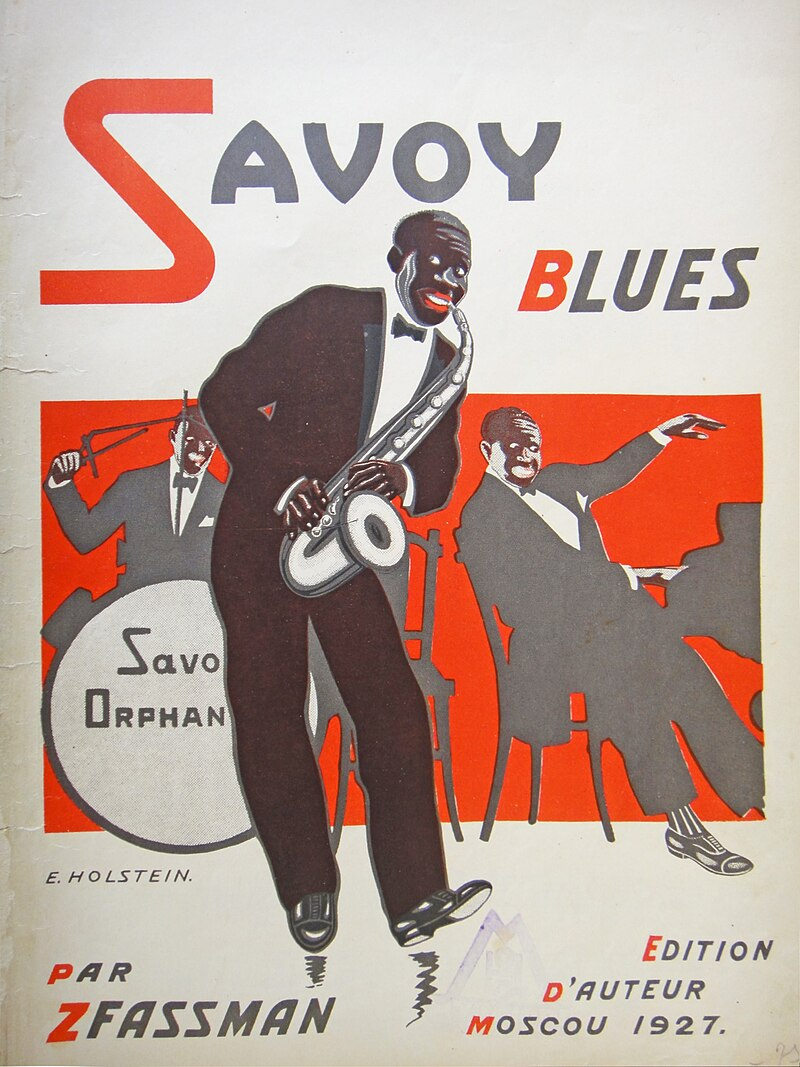
Affiche de concert pour Savoy Blues, 1927

En 1927, il forme l'octuor "AMA (Association of Moscow Authors)" comprenant trompette, trombone, batterie, banjo, clarinette, saxophone, piano et saxophone baryton. Le groupe joue au Club Ermitage ainsi que dans des restaurants et salles de cinéma. En 1928, l'octuor marque par la première diffusion de jazz soviétique à la radio. Le groupe devient au cours des années 1920 très populaire, particulièrement auprès de la jeunesse Russe et en 1928, l'AMA est rebaptisé "Moskowskie rebjata" (les garçons de Moscou) et s'agrandit. En 1933, il a atteint la taille des groupes de swing américains habituels de l'époque.
En 1926, Tsfasman fonde un orchestre de jazz à Moscou et en 1939, prend la direction de l'Orchestre de jazz de la Radio de l'URSS avec lequel il enregistre le premier disque de jazz gramophone national dans le studio de Kuznetsky Most. Pendant la Seconde Guerre mondiale, Tsfasman a appris à jouer de l'accordéon en un mois et, avec sa brigade, a donné plus de 90 concerts pour les troupes du front. En 1944, Tsfasman il compose l'une de ses œuvres les plus reconnues, l'« Intermezzo pour clarinette et orchestre », dont il dédie et envoie la partition au clarinettiste Benny Goodman - qui l'a interprété à de nombreuses reprises avec un énorme succès. À la même époque, Tsfasman reçoit la partition de la « Rhapsody in Blue » de George Gershwin et l'interprète en 1945 au Hall of Columns avec l'orchestre symphonique.
Après la guerre, à la suite de nouvelles politiques culturelles dirigées contre "l'influence occidentale" une période difficile commence pour les orchestres de jazz. Leurs représentations sont annulées, les orchestres eux-mêmes sont rebaptisés en « pop » et le répertoire occidental est banni. En été 1946, il est démis de l'orchestre de jazz de la Radio de l'URSS, avant que celui ci soit soit complètement supprimé un an plus tard. A partir de la fin des années 50, Tsfasman bien qu'écrivant toujours quelques morceaux de jazz et, se produisant en tant que pianiste, critique musical, publiciste et membre de jury, se retire progressivement de la scène musicale. Au cours des dernières années de sa vie, il vit principalement à l'extérieur de la ville ; joue au tennis et se consacre à la culture de roses. Il décède en février 1971 à Moscou.

## Œuvres notables
- Savoy Blues (1927)
- Fantaisie sur "The Man I Love" (1927)
- Concerto pour piano et orchestre de jazz (1941)
- Intermezzo pour clarinette et orchestre de jazz (1944)
- Jazz-Suite pour piano et orchestre (1945)
- Musique pour le film d'animation "Un concert forestier" (réalisé par Ivan Ivanov-Vano) (1953)
- Concerto pour piano et orchestre symphonique (1956)